# أ سي وارتون
أ سي وارتون هو سياسي أمريكي، ولد في 17 أغسطس 1944 في لبنان في الولايات المتحدة. نشط حزبياً في الحزب الديمقراطي. وقد انتخب Mayor of Memphis ‏.